# 東経58度線
東経58度線（とうけい58どせん）は、本初子午線面から東へ58度の角度を成す経線である。北極点から北極海、ヨーロッパ、アジア、インド洋、南極海、南極大陸を通過して南極点までを結ぶ。
東経58度線は、西経122度線と共に大円を形成する。

## 通過する地域一覧
東経58度線は、北極点から南極点まで南に向かって以下の場所を通っている。
| 地理座標                                             | 国土・領土・領海 | 備考 |
| ---------------------------------------------------- | ---------------- | --- |
| 北緯90度0分 東経58度0分 / 北緯90.000度 東経58.000度  | 北極海           | |
| 北緯81度49分 東経58度0分 / 北緯81.817度 東経58.000度 | ロシア           | ルドルフ島、カール＝アレキサンダー島, パイエル島、グリリ島（英語版）、ツィーグラー島（英語版）、ウィーナー＝ノイシュタット島、ヘイス島、ガリヤ島（ゼムリャフランツァヨシファ） |
| 北緯80度5分 東経58度0分 / 北緯80.083度 東経58.000度  | バレンツ海       | |
| 北緯75度39分 東経58度0分 / 北緯75.650度 東経58.000度 | ロシア           | セヴェルヌィ島（ノヴァヤゼムリャ） |
| 北緯73度59分 東経58度0分 / 北緯73.983度 東経58.000度 | カラ海           | |
| 北緯70度30分 東経58度0分 / 北緯70.500度 東経58.000度 | バレンツ海       | ペチョラ海（英語版） |
| 北緯68度49分 東経58度0分 / 北緯68.817度 東経58.000度 | ロシア           | |
| 北緯51度5分 東経58度0分 / 北緯51.083度 東経58.000度  | カザフスタン     | |
| 北緯45度27分 東経58度0分 / 北緯45.450度 東経58.000度 | ウズベキスタン   | |
| 北緯42度29分 東経58度0分 / 北緯42.483度 東経58.000度 | トルクメニスタン | |
| 北緯37度49分 東経58度0分 / 北緯37.817度 東経58.000度 | イラン           | |
| 北緯25度38分 東経58度0分 / 北緯25.633度 東経58.000度 | オマーン湾       | |
| 北緯23度42分 東経58度0分 / 北緯23.700度 東経58.000度 | オマーン         | |
| 北緯20度26分 東経58度0分 / 北緯20.433度 東経58.000度 | インド洋         | モーリシャス島のすぐ東を通過 |
| 南緯60度0分 東経58度0分 / 南緯60.000度 東経58.000度  | 南極海           | |
| 南緯67度6分 東経58度0分 / 南緯67.100度 東経58.000度  | 南極大陸         | オーストラリア南極領土（ オーストラリアが領有権主張） |